# 암석권 맨틀

지구의 핵부터 지각까지 자른 개략도. 암석권은 지각과 암석권 맨틀로 구성된다(세부사항은 실제 비율과 다름)

암석권 맨틀(Lithospheric mantle)은 맨틀 내의 암석권 부분으로, 지각과 대조된다. 암석권 맨틀은 고체이며 맨틀의 가장 상부이다.
암석권 맨틀은 대륙 암석권 맨틀(대륙 암석권과 관련됨)과 해양 암석권 맨틀(해양 암석권과 관련됨)로 세분된다.

## 같이 보기
- 암석권